# Bernardino Poggi
Bernardino Poggi detto Romeo (Siena, 7 settembre 1755 – Siena, 3 luglio 1810) è stato un fantino italiano.
Vinse una volta il Palio di Siena: il 2 luglio 1775, in occasione del proprio esordio in Piazza del Campo.

## Carriera
Poco meno che ventenne, Romeo debuttò in Piazza del Campo con il Nicchio al Palio del 2 luglio 1775. 
Nonostante il cavallo ottenuto in sorte dalla contrada dei Pispini fosse ritenuto una brenna, Romeo riportò una clamorosa vittoria. 
Le cronache narrano che la Giraffa, in testa fino all'inizio del terzo giro con il celebre Bastiancino, fu raggiunta da Tartuca e Pantera, rispettivamente con Castagnino e Batticulo. Per impedir loro di sopravanzarlo, Bastiancino afferrò le briglie dei cavalli delle altre due contrade: il sopraggiungere di ulteriori cavalli creò un nutrito gruppo di testa, con i fantini impegnati a ostacolarsi a nerbate.
Romeo, dalle retrovie, approfittò del reciproco ostacolo delle battistrada per superarle dall'esterno, giungendo primo al bandierino.
Per la sua grande impresa gli fu dedicata un'ode, scritta dal domenicano Gian Domenico Stratico, nicchiaiolo, che ne dette pubblica lettura in un'adunanza solenne presso l'Accademia dei Rozzi a Siena.
Malgrado la vittoria all'esordio, Romeo non riuscì più a ripetersi.
Corse con una certa regolarità altri nove Palii, fino alla carriera di agosto 1783. 
Riprese a correre in Piazza in occasione del Palio straordinario del 17 aprile 1791 (indetto per la visita a Siena del granduca Ferdinando III di Toscana e del re di Napoli Ferdinando IV), fino a disputare la sua quindicesima e ultima carriera il 17 agosto 1795 nella Chiocciola.

## Presenze al Palio di Siena
Le vittorie sono evidenziate ed indicate in neretto.
| Palio          | Contrada     | Cavallo                 | Note |
| -------------- | ------------ | ----------------------- | ---- |
| 2 luglio 1775  | Nicchio      | Baio di F. Santini      |      |
| 2 luglio 1776  | Lupa         | Grigio di G. Pignotti   |      |
| 2 luglio 1777  | Aquila       | Morello di G. Pignotti  |      |
| 16 agosto 1777 | Onda         | Morello di L. Fanciulli |      |
| 2 luglio 1779  | Leocorno     | Sauro di L. Dei         |      |
| 16 agosto 1779 | Torre        | Baio di G. Coppi        |      |
| 2 luglio 1781  | Leocorno     | Baio di G. Coppi        |      |
| 2 luglio 1782  | Selva        | Grigio di G. Tinti      |      |
| 16 agosto 1782 | Onda         | Morello di A. Coppi     |      |
| 18 agosto 1783 | Pantera      | Baio del Bartaloni      |      |
| 17 aprile 1791 | Bruco        | Baio di S. Tai          |      |
| 16 agosto 1791 | Leocorno     | Morello di B. Ricci     |      |
| 2 luglio 1792  | Valdimontone | Baio di G. Ghini        |      |
| 2 luglio 1793  | Nicchio      | Morello di G. Mucci     |      |
| 17 agosto 1795 | Chiocciola   | Baio di P. Becheroni    |      |